# Pedro Crisólogo
Pedro, llamado Crisólogo (que significa 'palabra de oro'), (380 o 406-450), fue un sacerdote italiano, arzobispo de Rávena (433-450), santo, Padre de la Iglesia y proclamado Doctor de la Iglesia por el papa Benedicto XIII en 1729. Nació en la ciudad de Imola, en la Emilia, en una fecha indeterminada, entre 380 y 406. Su padre había sido obispo de su ciudad y, tras su muerte, fue bautizado y educado por el nuevo obispo, Cornelio de Imola. Su educación concluye con su ordenación como diácono hacia el 430. 
Su vida cambió, según el Liber pontificalis ecclessi ravennatis, del historiador eclesiástico Agnello de Rávena (siglo IX) en 433, cuando murió Juan, el arzobispo metropolitano de Rávena. En aquel momento, imperial (Rávena era la ciudad imperial, al ser la residencia del emperador de Occidente, Valentiniano III y de su madre, Gala Placidia. El pueblo y el clero de la ciudad pidieron a Cornelio de Imola que encabezara una delegación ante el papa Sixto III para que este confirmara al candidato elegido. La noche anterior a la llegada de Pedro y Cornelio a Roma el Papa había tenido un sueño en el que los santos Pedro y Apolinar de Rávena (primeros obispos de Roma y Rávena, respectivamente) le pidieron que no confirmara al obispo electo. Sixto III nombró entonces al joven acompañante de Cornelio como nuevo arzobispo, lo ordenó y consagró. El trasfondo de esta leyenda hay que buscarlo en las relaciones personales del joven Pedro -estimado por Valentiniano III, confidente de Gala Placidia y amigo del futuro papa León I Magno- y de la precaria situación de la diócesis de Rávena. Ésta necesitaba un pastor capaz y de confianza para ponerle freno a las disputas doctrinales, a la superstición y a las malas costumbres.
Fue recibido con indiferencia por el pueblo y con recelo por el clero de su diócesis. Pero esta situación cambió al poco tiempo, en la que Pedro comenzó a ser conocido por su vida recta, su clara doctrina y su fidelidad al Papa y a la Iglesia. De hecho, su fama superó rápidamente los límites de su diócesis y comenzó a ser conocido en todo el orbe cristiano con el apelativo de Crisólogo, de la misma manera que en Oriente se conocía a Juan Crisóstomo (que significa 'Boca de Oro'). Sus sermones y epístolas comenzaron a difundirse por todo el Imperio.
Se le atribuyen 725 sermones, algunos de ellos de autenticidad discutible, aunque en los dos últimos siglos se han descubierto otros inéditos o perdidos. La mayor parte tienen contenido apologético y moral. Esta cuestión es curiosa, ya que el santo vivió inmerso en las querellas cristológicas. Sólo algunos de sus textos tratan el tema de la Encarnación del Verbo, en los que presenta la postura ortodoxa y refuta las diversas herejías de la época, como el arrianismo, el nestorianismo y el monofisismo. Se sabe que Eutiques, en sus primeros enfrentamientos con el Patriarcado de Constantinopla (499), consultó a Pedro Crisólogo, y su respuesta ortodoxa se encuentra en el epistolario de León I Magno. El grupo más importante de sermones está orientado a la formación de los catecúmenos, antes de recibir el Bautismo. Así, siete de ellos son explicaciones del Símbolo (Sermones 56-62) y otros tantos son comentarios de la oración dominical (Sermones 77-82). El resto son homilías breves para el comentario de las Sagradas Escrituras leídas durante los oficios litúrgicos, con contenido fundamentalmente moral.
Murió en su ciudad natal, en Imola, cercana a Rávena, en 450, y su fama de santidad se fijó al poco tiempo. Sus virtudes fueron reconocidas por el propio papa León I.

## Obras editadas en español
- Sermones (obra completa), Alpha SA, Barcelona, 1985. ISBN 978-84-7225-309-4 (13); ISBN 84-7225-309-0 (10).